# Honda N360
L'Honda N360 (ホンダ・N360, Honda Enu-Sanbyaku Roku Jū) fou un automòbil lleuger o kei car produït pel fabricant d'automòbils japonés Honda entre els anys 1967 i 1971. Es tractava d'una berlina utilitària de dues portes (N360) i un familiar també de dues portes (LN360).
Després del redisseny de gener de 1970, l'N360 va esdevindre l'NIII360 i va continuar en producció fins al juny de 1971. Entre els anys 1968 i 1979 es produí i comercialitzà una versió més gran i potent anomenada N600. Els models de 360 cc complient, tant en disseny com en mecànica, els requeriments legals per a ser considerats kei car al Japó, mentres de 401 i 598 cc estaven principalment destinats al mercat d'exportació.
El nom del model, N360, juntament amb altres variants, empraba el prefix "N", inicial de Norimono, que es pot traduir al català com a "vehicle". Aquest codi el diferenciava de les motocicletes produïdes per Honda i, també, de les camionetes com la Honda T360 ("T" de truck o "camió" en anglés) o els models esportius com el Honda S360 ("S" de sports o "esportiu" en anglés). L'any 2012 Honda va presentar el Honda N-ONE, una berlina kei inspirada en l'N360.

## N360/LN360 (1967-1970)

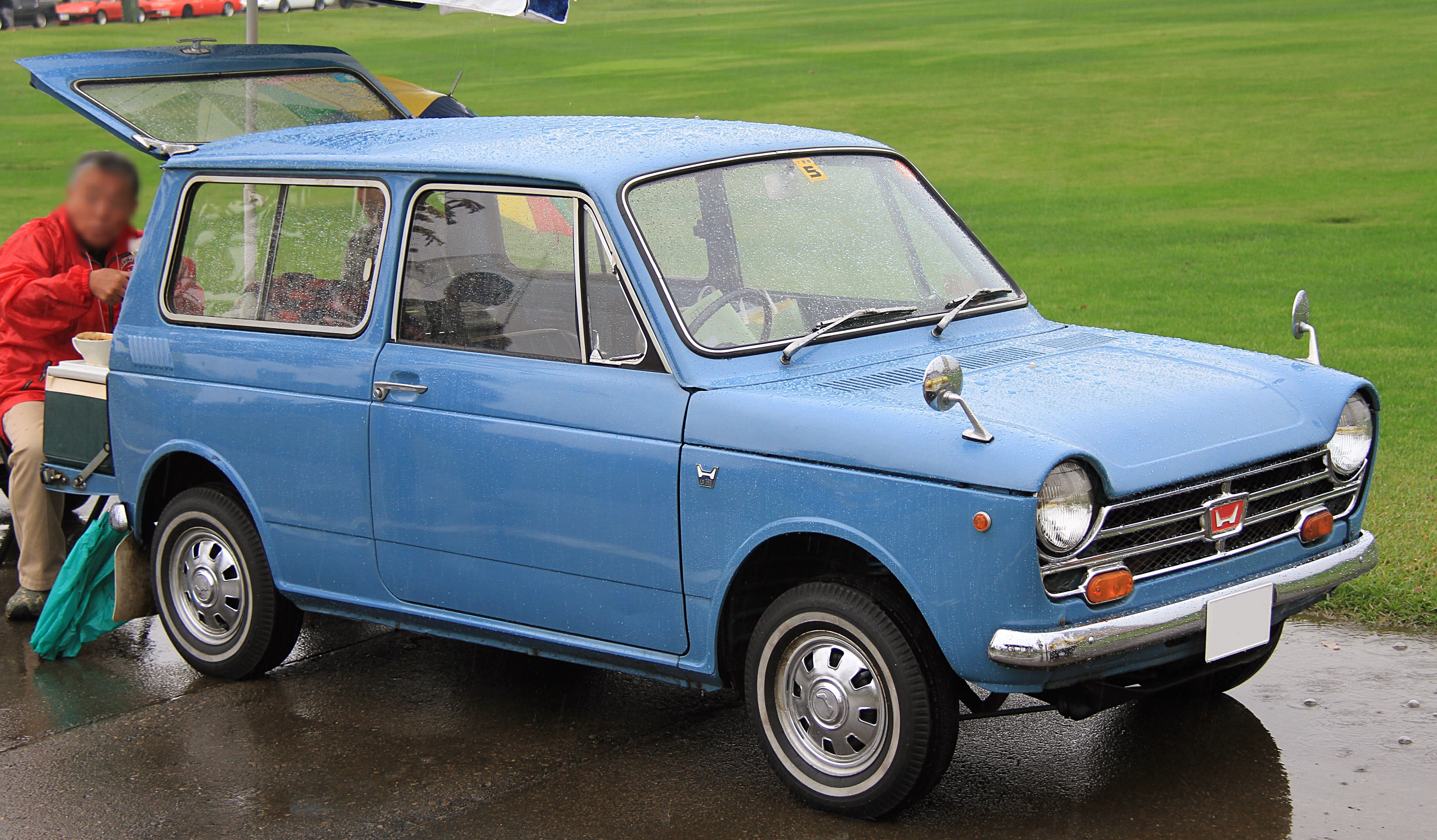
Honda LN360 (1967).

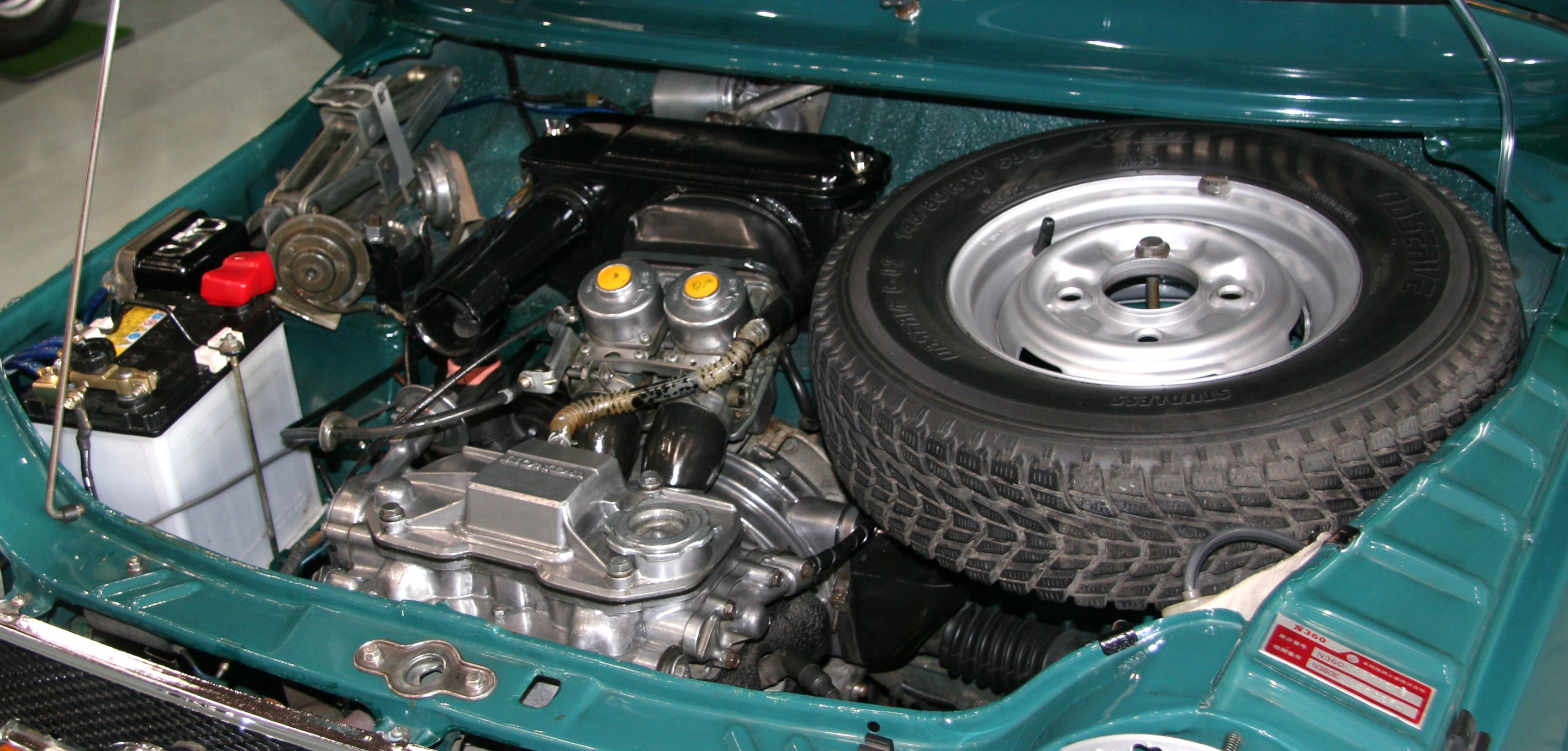
Motor del N360 (1969).

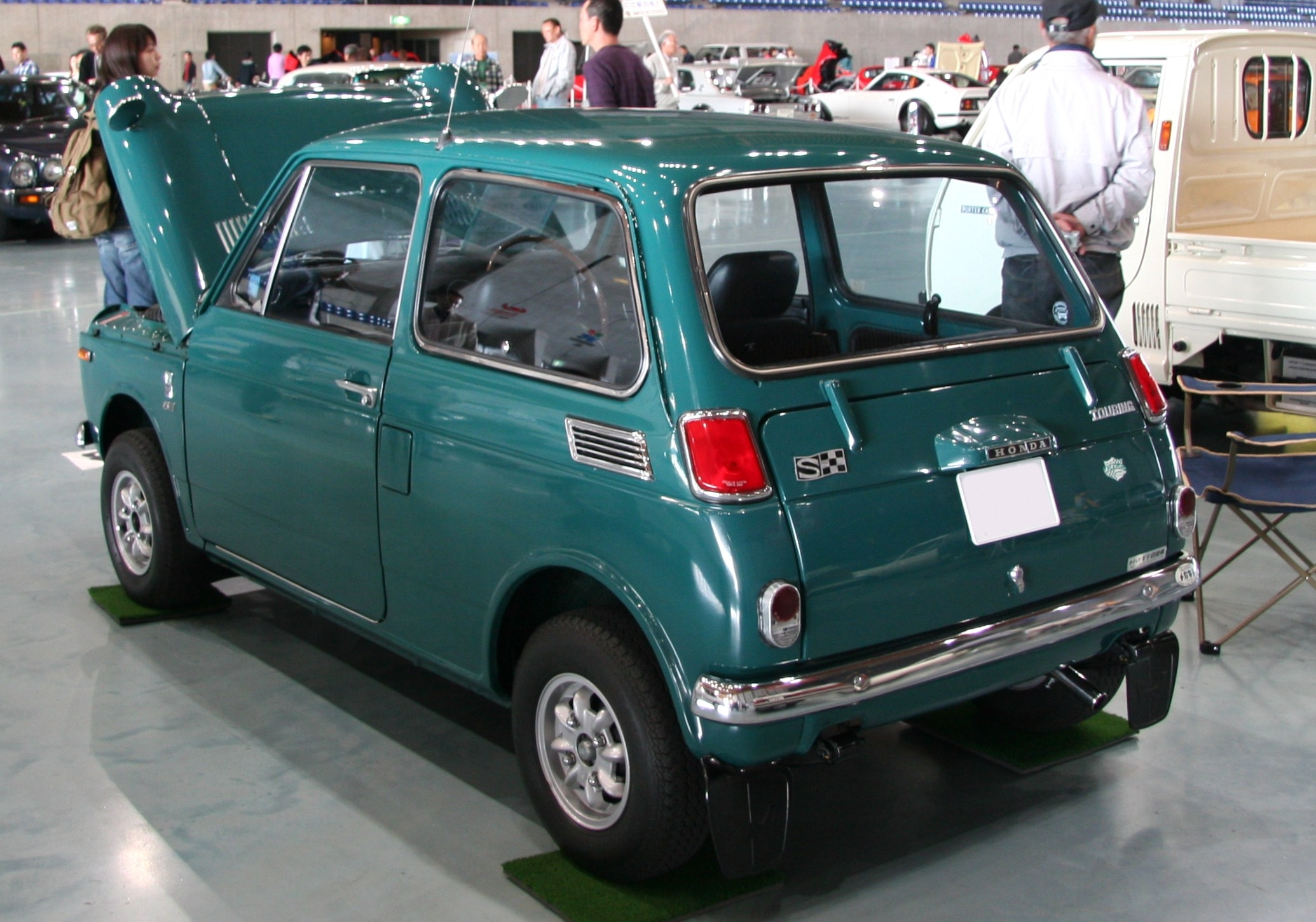
Darrera del N360 (1969).

Honda comercialitzà l'N360 com una berlina utilitària kei de dues portes complementada per un familiar de tres portes (considerat legalment furgoneta al Japó) anomenat LN360 i que arrivà a la gama el juny del mateix 1967. La porta darrera del familiar estava dividida horitzontalment en dues parts, afavorint així l'espai de càrrega de materials.
L'N360 i l'LN360 equipaven tracció al davant i un motor de dos cilindres en línia, quatre temps i refrigerat per aire de 354 centímetres cúbics i 31 cavalls de potència. Aquest mateix motor fou també emprat al Honda Vamos amb una configuració de suspensió de ballesta al darrere. El Honda N360 fou un cotxe de desenvolupament nou i original, no compartint plataforma ni amb l'esportiu Honda S600 ni amb el familiar Honda L700. Les especificacions tècniques del motor reflectiren el treball del enginyers al desenvolupament del Honda 1300, més gran i que utilitzava un motor de 1300 cc refrigerat per aire. Una de les principals diferències entre l'N360 i el seu successor, el Honda Life, era que el motor del primer estava refrigerat per aire i el segon per aigua. El motor refrigerat per aigua era més capaç d'acomplir les normes d'emissions del Japó i la resta de marques van fer el mateix amb els seus models. Com al BMC Mini però contràriament al Life, l'N360 duia la mà del canvi de marxes sobre el dipòsit, en lloc de separat. El motor de l'N360 era diferent als d'altres en molts aspectes: els seus dos cilindres no es trobaven junts, sinó amb un espai al mig on es trobava la cadena de distribució. A diferència d'altres vehicles amb motor refrigerat per aire, l'N360 no tenia un refrigerador d'oli. Els dos pistons es trobaven junts, eliminant així la necessitat d'un distribuïdor però resultant en vibracions addicionals. A l'octubre de 1968 es presentà una reforma mecànica que produïa 36 cavalls i que fou denominada N360 TS, però que després d'un redisseny estètic del model el gener de 1969 fou coneguda com a N360 Touring. Aquests canvis mecànics passaren a ser codificats com NII. L'agost de 1968 es presentà l'N360AT, equipat amb Hondamatic i que esdevingué el primer kei car amb transmissió automàtica de la història.
Amb l'N360, Honda va entrar en un nou segment del mercat automobilístic: el dels utilitàris, proveint una alternativa assequible, fiable i fàcil de mantindre per al potencial client privat. Fins aleshores, Honda només havia produït camionetes o cotxes esportius, a més del seu tradicional segment de les motocicletes, i cap d'ells eren una alternativa real al consumidor que cercava un automòbil de turisme convencional.

## NIII360/LNIII360 (1970-1971)

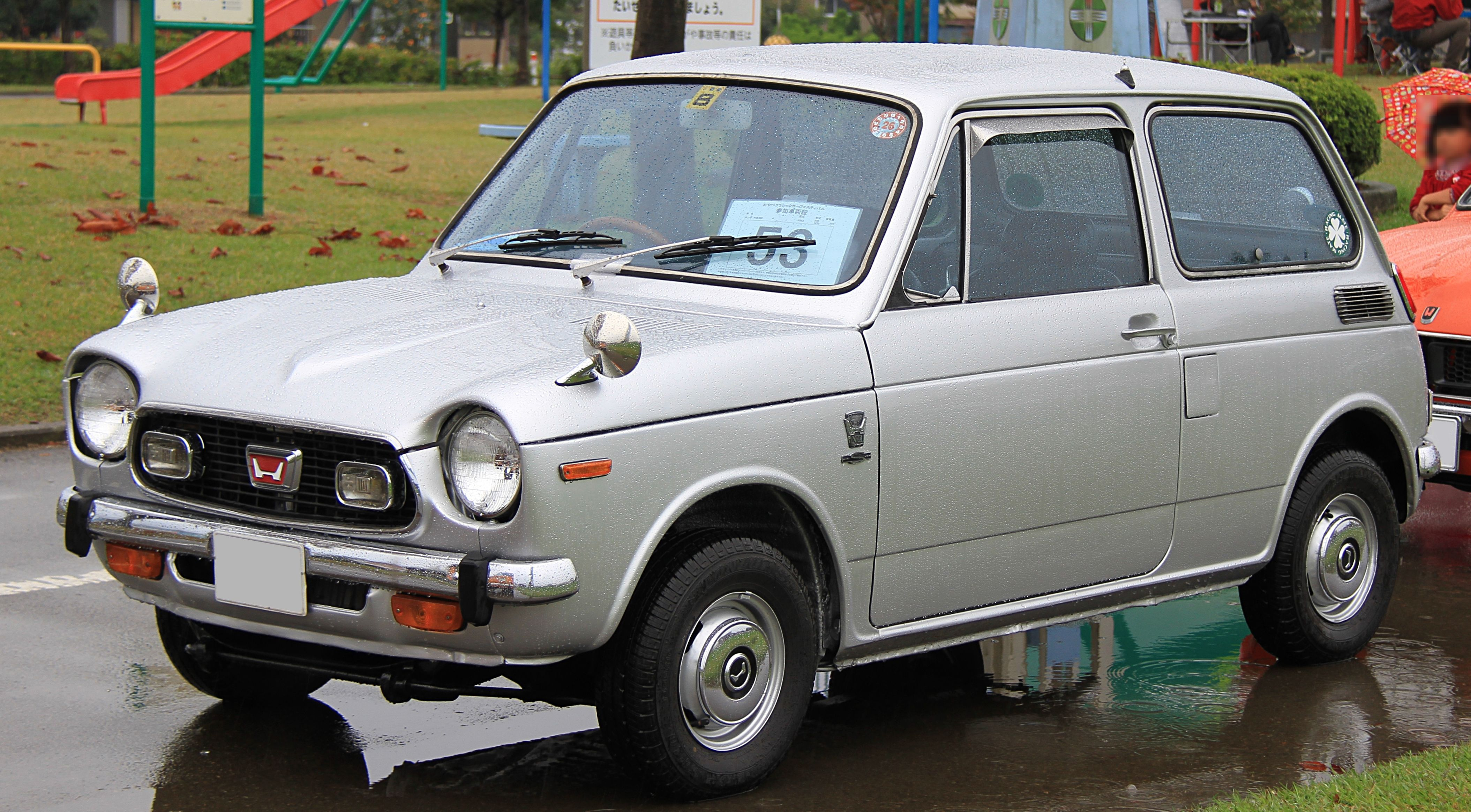
Honda NIII360

Quan el gener de 1970 l'N360 va patir un redisseny estètic, el model va passar a denominar-se NIII360. Els canvis estètics entre l'LN360 i l'LNIII360 consistien en un nou panell de comandaments anti-lluent, llums intermitents més grans i una graella frontal com la del NIII360. En l'apartat mecànic, l'NIII duia el mateix motor de l'NII, que era una modificació de l'N360 original.

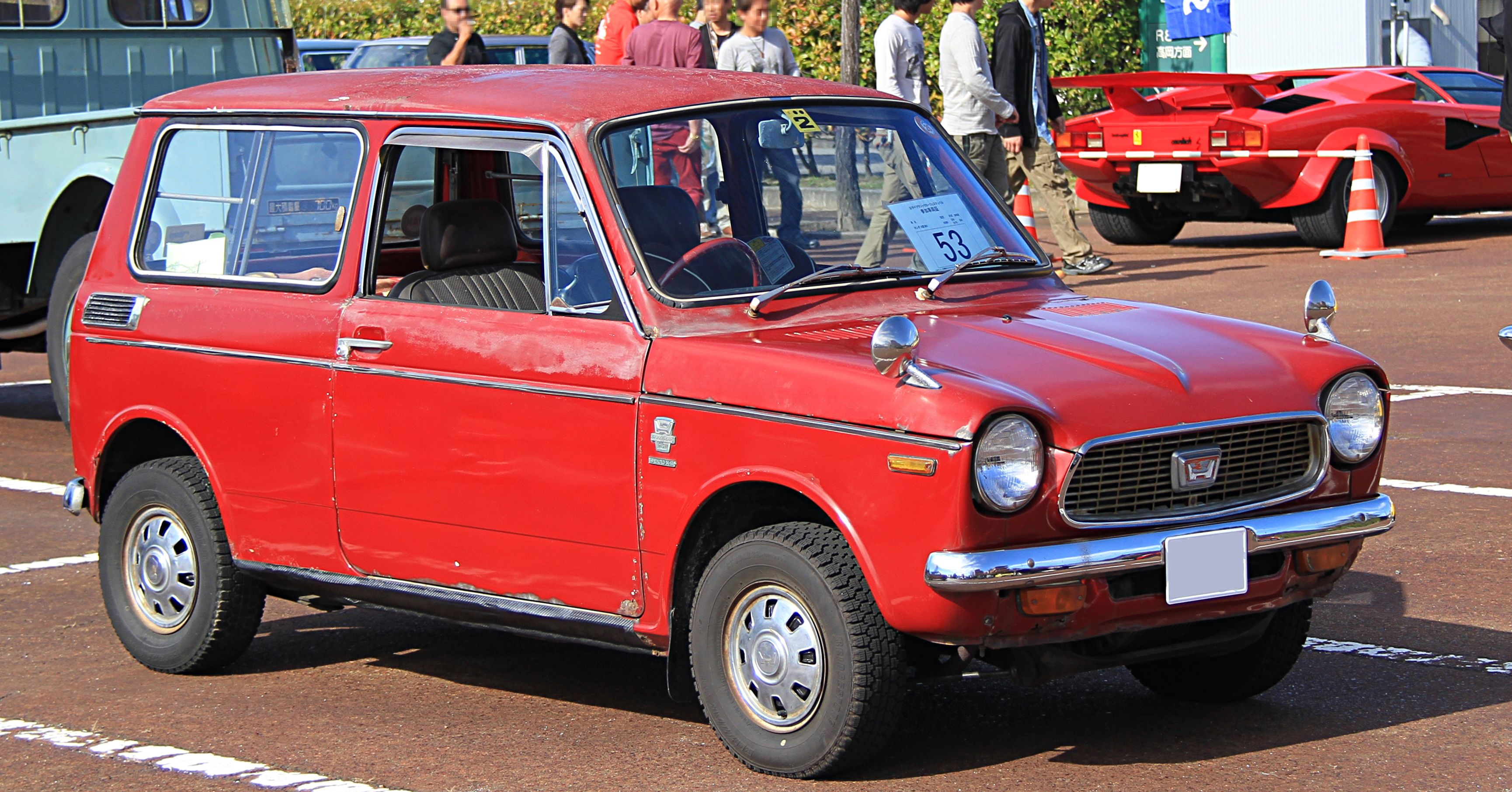
Honda LNIII360 (1970)

Els nivells d'equipament del model eren: "Standard", "Deluxe", "R-Deluxe", "Super Deluxe", "Custom", "S-Type" i "Touring", aquest últim podent-se afegir a qualsevol nivell dels abans esmentats.
L'NIII360 es deixà de produir el juny de 1971, deixant pas al seu successor: el Honda Life, el qual venia amb carroseries de berlina de dos i quatre portes i familiar de dues. L'LNIII360, en canvi, es continuà produït fins a les darreries d'aquell any fins que finalment fou substituït pel Honda Life Step Van.